# Busia Cabin
La Busia Cabin est une cabane en rondins américaine située à Kantishna, dans le borough de Denali, en Alaska. Protégée au sein des parc national et réserve du Denali, elle est inscrite au Registre national des lieux historiques depuis le 30 septembre 2021.